# Adiție electrofilă
În chimia organică, adiția electrofilă (AE) este un tip de reacție chimică de adiție în cadrul căreia o legătură pi (π) dintr-un compus organic este ruptă, cu formarea a două noi legături sigma (σ). Substratul în adiția electrofilă trebuie să aibă o legătură dublă sau o legătură triplă.

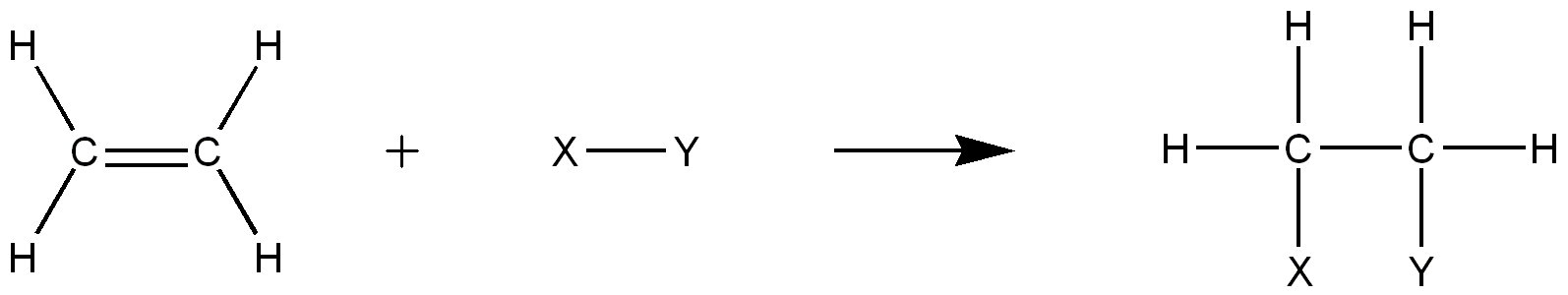
Reacția generală de adiție electrofilă exemplificată pe etilenă

## Mecanism
Debutul acestei reacții chimice este formarea electrofilului, notat X+, care va forma o legătură covalentă la o legătură dublă C=C nesaturată, bogată în electroni. Sarcina pozitivă a speciei electrofile X este transferată legăturii carbon-carbon, proces în urma căruia se va forma carbocationul (în timpul formării legăturii C-X).
În cea de-a doua etapă a adiției electrofile, intermediarul de reacție încărcat pozitiv (carbocationul) se va lega de compusul cu sarcină negativă, anionul Y-, bogat în electroni, pentru a forma cea de-a doua legătură covalentă.
În toate reacțiile de adiție asimetrică, un concept important de luat în considerare este regioselectivitatea reacției, de obicei aceasta fiind determinată de regula lui Markovnikov. Totuși, avem și alte cazuri; de exemplu, compușii organo-borici dau adiții anti-Markovnikov. De asemenea, atacul electrofil la un sistem aromatic duce la un mecanism de substituție electrofilă aromatică decât la o adiție.

## Reacții
Adițiile electrofile tipice pe care le dau alchenele sunt:
- adiția de halogeni: cu X2
- adiția de hidracid de halogen (hidrohalogenare): cu HX (hidracizii halogenilor)
- adiția de apă (hidratare): cu H2O
- adiția de hidrogen (hidrogenare): cu  H2
- reacția de oximercurare-demercurare: cu acetat mercuric și apă
- reacția de hidroborare: cu borani